# Punta Lunella
La Punta Lunella (2.772 m s.l.m.) è una montagna delle Alpi Graie che si trova lungo lo spartiacque tra la val di Susa e la valle di Viù in Piemonte.

## Toponimo
Nel 1831 la montagna venne denominata dal topografo Maggi Punta Cruvin, facendo riferimento ad una "Alpe Cruvin" poco lontana. Nella carta topografica del Regno di Sardegna del 1845 appare come Punta di Cruvin, mentre il toponimo Punta Lunel (derivato anch'esso dal nome di un alpeggio della zona) venne applicato ad un rilievo collocato tra l'attuale Punta Lunella e la Grand'Uja. Con le carte successive invece il toponimo Lunella (nella forma La Lunella o Punta Lunella) viene stabilmente attribuito alla quota 2.772 m, mantre come Punta Cruvin si identifica oggi il rilievo a quota 2.690 m s.l.m.. 

## Descrizione

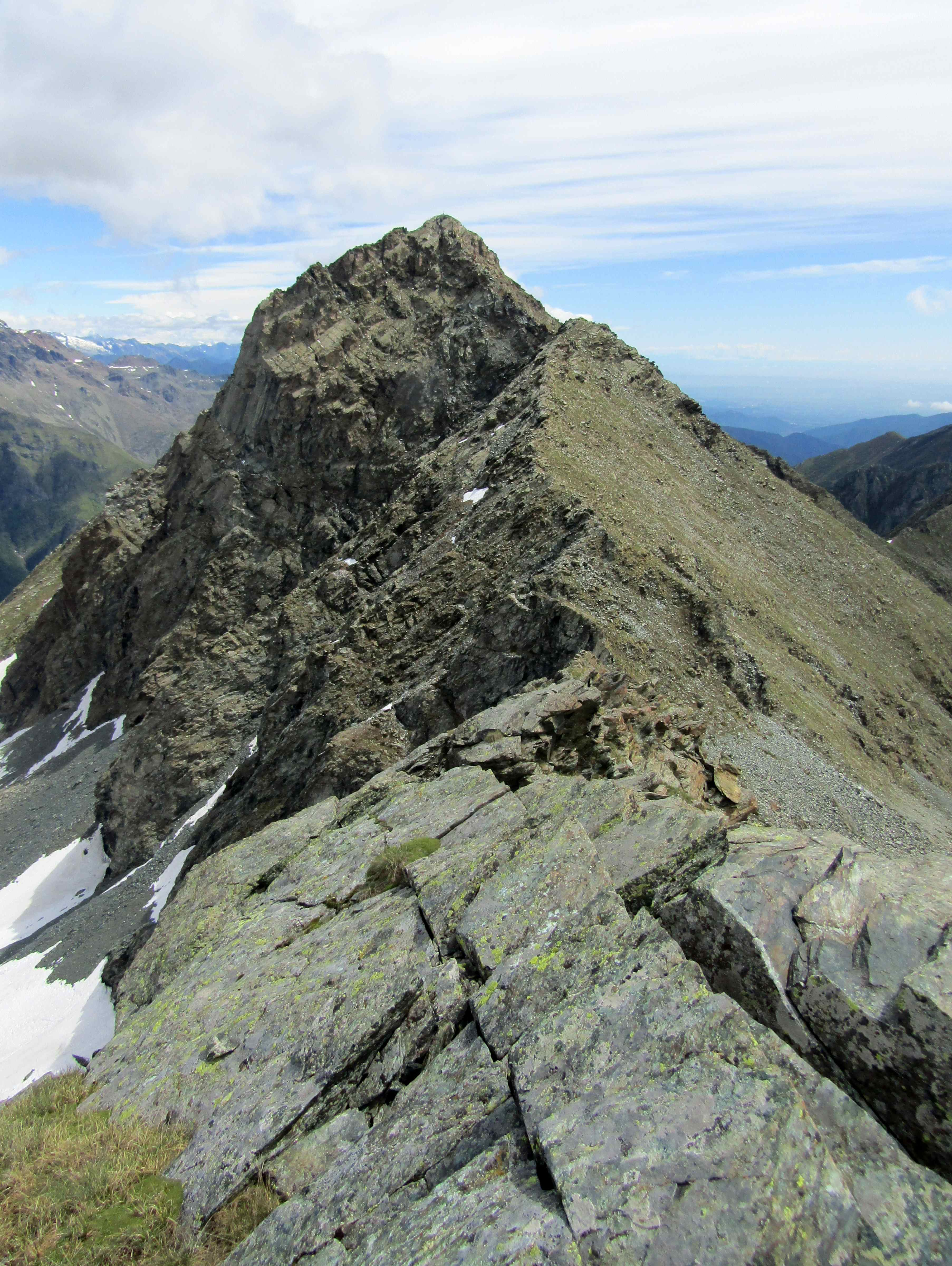
Vista dalla Punta Cruvin

Lo spartiacque tra la val di Susa e la valle di Viù scende dalla vetta del Rocciamelone in direzione est. La montagna più significativa, insieme al monte Palon, che si incontra lungo questo spartiacque è il massiccio della Lunella che comprende numerose punte (Punta Lunella, Rocca del Forno, Punta Cruvin, Punta Nonna, Grand'Uja) e che culmina appunto nella Punta Lunella. A sud-est il colle della Forcola la divide dalla Rocca Maritano. La montagna ricade nei territori comunali di Usseglio e di Condove (entrambi nella città metropolitana di Torino). Dalla punta si domina bene tanto la val di Susa (in particolare i comuni di Borgone Susa e di Bussoleno) quanto la valle di Viù (il comune di Usseglio e le sue frazioni).

## Ascesa alla vetta

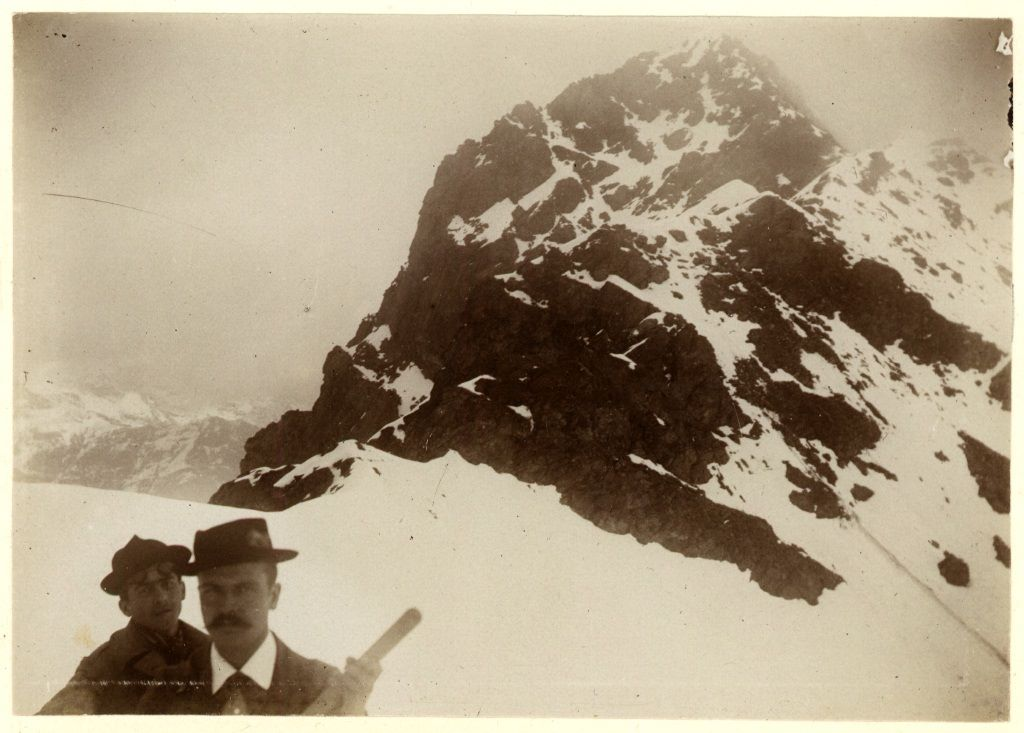
Due alpinisti nei pressi della Lunella ad inizio XX secolo (foto M.Gabinio)

È possibile salire in vetta sia a partire da Usseglio nella valle di Viù (percorso alpinistico facile F) sia, con un percorso alquanto più lungo, a partire da Condove nella val di Susa (difficoltà escursionistica EE). I primi salitori della vetta, Martino Baretti e Giuseppe Cibrario, percorsero la più impegnativa cresta Nord-Est che si sviluppa a monte degli attuali impianti sciistici di Pian Benot (Usseglio).
Data la vicinanza della pianura (la Punta Lunella si trova a soli 40 km da Torino) tale montagna nelle giornate estive è spesso avvolta dalla nebbia sin dalla tarda mattinata.

### Via normale

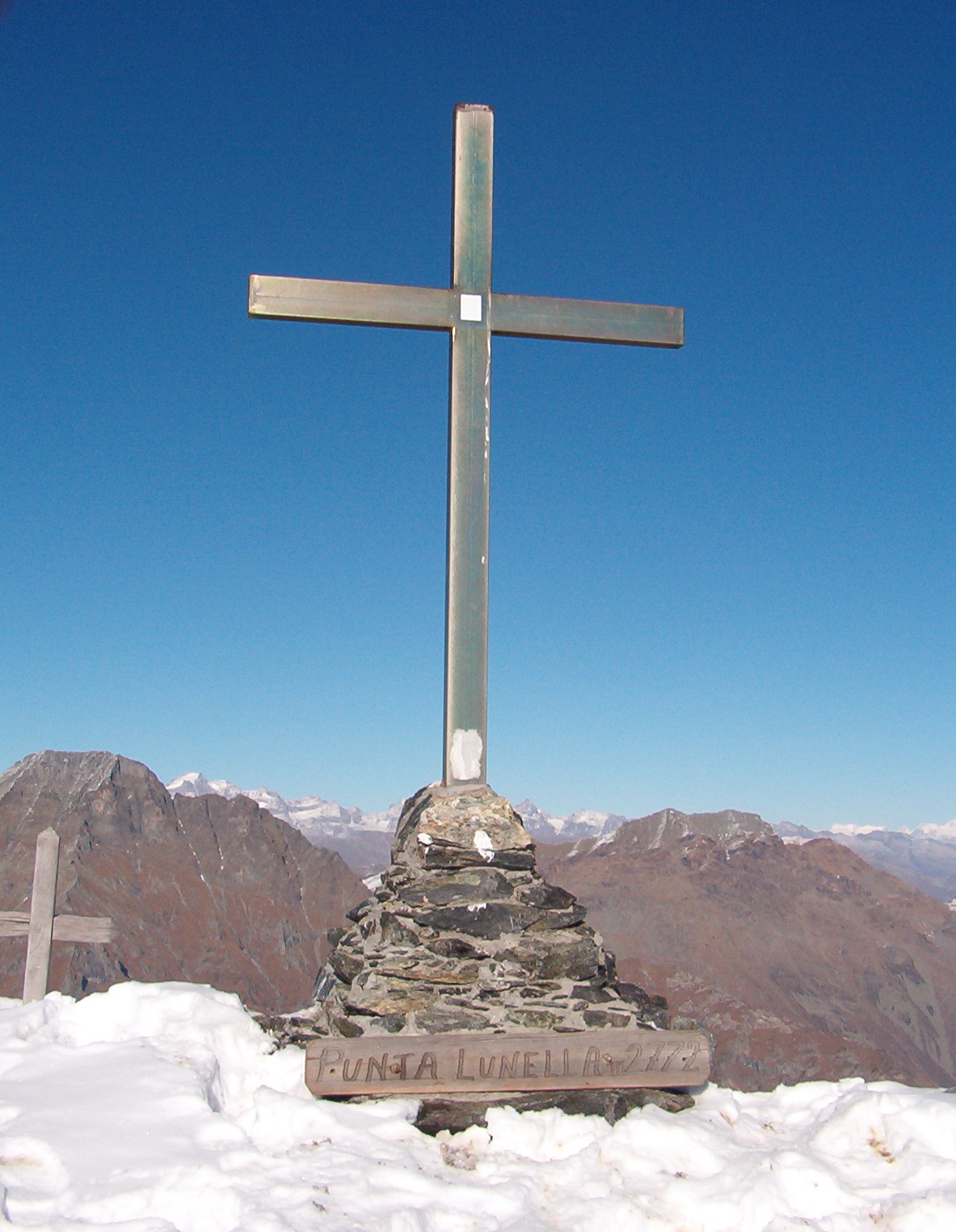
La croce di vetta della Punta Lunella (sullo sfondo, in primo piano a sinistra, la Torre d'Ovarda)

Partendo da Condove si sale dapprima alla frazione Mocchie fino alla cappella di Prarotto, dedicata alla Madonna della Neve (1.437 m), per strada asfaltata lunga circa 15 km. Di qui si prosegue a piedi lungo il sentiero che giunge prima ai piedi della Rocca Patanua ("Roccia Nuda" in lingua piemontese) a 2.409 m e poi sale per cresta erbosa fino ad arrivare poco sotto la Punta Cruvin e di lì attraverso anche alcune facili roccette alla vetta della Punta Lunella.